# Васильківський майоліковий завод
«Василькі́вський майо́ліковий заво́д» — колишнє підприємство порцеляно-фаянсової галузі промисловості України, що існувало у 1934—2007 роках у місті Василькові Київської області на території по вулиці Керамічній, № 38.

## Історія

### Радянський час
Підприємство засноване у 1934 році на базі гончарної артілі «Керамік», створеної 1928 року. Спочатку артіль випускала прості гончарні вироби: горшки, миски і макітри. В 1931 році було вдосконалено технологію виробництва: запроваджено розписування посуду ангобами з введенням українського національного орнаменту, та введені нові традиційно українські форми виробів.
Гончарний посуд виробляли з місцевих глин, застосовуючи свинцеву поливу. Устаткування тоді було примітивне: три гончарні круги, пара ручних жорен, троє гончарних горен муфельного типу тощо. За 1935—1939 роки на заводі було встановлено кульовий млин для розмелювання поливи, нафтодвитун, глином'ялку, збудовано горновий цех тощо.
Під час німецько-радянської війни завод був частково зруйнований. Відбудова почалася у 1943 році. В 1948 році на заводі було налагоджено виливання майолікових виробів у гіпсових формах. У 1956—1963 роках проведено генеральну реконструкцію заводу. Збудовано головний корпус, склад сировини, механічні і столярні майстерні, трансформаторну та газорозподільну підстанції, поля фільтрації, нафтосховище тощо. Встановлено нове устаткування: тунельну піч і двоє горен, які працюють на газі, дві електропечі, чотири кульові млини, 8 пропелерних мішалок, два фільтропреси, конвейєрні сушила, гіпсоварильну піч, чотири камери для підв'ялювання виробів тощо. Основними виробничими дільницями були: дільниця розробки матеріалів, формувально-ливарна, ливарна (білого шлікера), тунельно-горнова і гіпсомодельна. Впроваджувалась нова техніка і передова технологія виробництва. Так, зокрема, встановлено потоково-конвейєрні лінії для шліфування, сортування, пакування готових виробів; для глазурування виробів на тонельно-горновій дільниці, для виливання декоративних ваз. Впроваджено безкапсельне випалювання виробів у тунельних та електричних печах.
У 1967 році на заводі вироблено 1396,1 тисяч штук майолікових виробів проти 410,5 тисяч штук у 1957 році; приріст продукції за рахунок підвищення продуктивності праці становив у 1967 році 1126 тисяч карбованців проти 328,5 тисяч карбованців у 1957 році. Продуктивність праці на одного робітника зросла за цей час на 159,7 %, середній заробіток робітника на 129,6 %.
Завод був нагороджений Дипломом 2-го ступеня ВДНГ СРСР (1961); Дипломом 2-го ступеня ВПДНГ УРСР (1962); Дипломом 1-го ступеня ВДНГ СРСР (1965); Дипломами 3-го ступеня ВПДНГ УРСР (1961, 1964, 1966).

### Роки незалежності
20 жовтня 1998 року ухвалою господарського суду Київської області за заявою Васильківської об'єднаної державної податкової інспекції було порушено провадження у справі про банкрутство ВАТ «Васильківський майоліковий завод». Постановою господарського суду Київської області від 12 серпня 2002 ВАТ «Васильківський майоліковий завод» визнано банкрутом і відкрито ліквідаційну процедуру. Ухвалою господарського суду Київської області від 20 травня 2004 затверджено звіт ліквідатора та ліквідаційний баланс ВАТ «Васильківський майоліковий завод». ВАТ було ліквідовано як юридичну особу 22 лютого 2007 року.
2005 року на базі частини промислових приміщень заводу було створене приватне підприємство «Васильківська майоліка», яке продовжує традиції українського народного майолікового посуду.

## Продукція
Спочатку на заводі виготовляли простий гончарний посуд, після приходу художників-професіоналів налагодилося виробництво художньої майоліки. На заводі виготовляли декоративно-ужитковий посуд, скульптуру, сувеніри. Вироби створювалися у традиціях української народної кераміки й мають яскравий національний колорит. В асортименті — набори для молока, квасу, води, десерту, вареників, салатниці, вази, вазони для квітів, декоративні тарілки, горщики для печені, сувеніри, анімалістична скульптура, іграшково-сувенірний посуд тощо. Посуд округлих, простих за силуетом форм декорувавься ручним підполивним розписом ангобами (контурним і фляндрівкою) або вкривавься поливами брунатного, зеленого і жовтого кольорів. У декорі використовувалися рослинні та геометричні орнаменти, зображення птахів. Пластика і окремі зразки посуду прикрашалися рельєфним орнаментом та наліпами.
Продукція заводу експортувалася у понад 30 країн, зокрема до Чехії, Словаччини, Канади, Японії, Лівії, Йорданії. При заводі існував музей.

### Півник васильківської майоліки
Одна з робіт майстрів підприємства стала популярним мемом у 2022 році під час Російського вторгнення в Україну. На фото одного з будинків у Бородянці на стіні однієї з квартир вціліла кухонна шафа, яка стала віральною. На цій шафі люди помітили декоративного півника васильківської майоліки, який помилково спочатку приписали Прокопу Бідасюку. Головний художник заводу останніх років Сергій Денисенко, вважає, що авторство півника належить Валерію Протор'єву та його дружині Надії.
Під час візиту прем'єр-міністра Великої Британії Бориса Джонсона до Києва 9 квітня 2022 року йому та Президенту України Володимиру Зеленському подарували подібних керамічних півників.

## Працівники
На підприємстві працювали народні майстри: Прокіп Бідасюк, Михайло Бібік; художники-керамісти — Михайло Денисенко, Григорій Денисенко, Валерій і Надія Протор'єви, Неллі Ісупова, Володимир Коваленко, Сергій Денисенко, Г. Можаровська, Тетяна Музиченко, Марина Кривонос.